# 基德靈頓
基德灵顿（英語：Kidlington）是英格兰牛津郡的一个大型村庄以及民政教区，位于查韦尔河与牛津运河之间，在牛津以北5英里（8）和比斯特西南7.5英里（12公里）。虽然它的规模相比很大，但它实际上仍然是一个村庄。根据2011年英国人口普查的统计数据显示，基德灵顿人口总共13,723人。

## 历史
基德林顿的地名来自于古英语Cudelinga tun；Cydel-hence的 "Kidlings"（儿子）的tun（定居点）。1086年的记录册《末日审判书》中记录了关于Chedelintone的内容。直至1214年，“基德灵顿”一词正式出现在牛津宪章当中。在英格兰教区教会教堂的永守贞洁的玛丽亚中可以追溯至1220年，但有考据表明，自1073年以来，该地就已经有了一座叫圣玛丽的教堂。圣玛丽教堂内部有精致的中世纪彩色玻璃和一个长165-英尺（50-）的尖顶，被称之为「圣母之针」，同时被列为牛津郡一级保护建筑。塔楼上有一组敲奏编钟。后来白金汉郡德雷顿-帕斯洛的理查德三世-钱德勒于1700年铸造了第七口钟。格洛斯特的格洛斯特的鲁德霍尔于1708年铸造了男高音钟，1715年又铸造了第五口钟。白教堂铸钟厂的米尔斯与斯坦恩伯格于1897年铸造了高音、第二、第三、第四和第六口钟，这一年也是维多利亚女王的钻石庆典。
该教堂的后面有一个三面为护城河的考古遗迹。近年发现的一条堤道可能源于罗马时期的英国。圣玛丽的教区长是在帝舵時期设立的。教堂旁边是威廉·莫顿爵士于1671年建造的救济所，以纪念他的妻子和孩子，他们的名字被刻在救济所的窗户上方。威廉爵士是英国内战中的保皇派指挥官，居住于救济所附近的米尔街汉普顿庄园。汉普顿庄园的其他居民包括约翰·凡布鲁爵士，他在建造位于伍德斯托克的布伦海姆宫期间曾住在这里。此外，汉普顿庄园的前花园中的方形塔式水柜是亦由范布鲁建造。它曾经排入一条小溪，现在沿着米尔街的切威尔河。托马斯·比彻姆在此庄园附近的小屋居住时制造了他的药丸，并曾有一段时间为约翰·西登纳姆当园丁。
在末日审判书中记录的定居点是由靠近圣玛丽教堂的一个古老村庄发展而来，它有许多18世纪的喬治時代建築以及现代化住宅。在1818年的圈地法案之前，村庄南部的一大片区域属于未封闭的公共土地，经常被称之为“基德灵顿上的绿地”。在第二次世界大战之前，这片土地被建设成了一座花园城市。在20世纪20年代及30年代，基德灵顿政府沿着此村庄的主要道路（现在的A4260）进行了带状发展。自1945年以来，这些道路的两边都建了许多的住宅区。牛津动物园亦曾经位于基德灵顿，它只从1931年至1937年间开放。停止运营后，动物被转送至附近的达德利动物园。2018年，区政府在基德灵顿南端的一座环岛上安置了一个大象雕塑，以纪念该动物园的一头大象。现在的基德灵顿是泰晤士河谷警察局的所在地。
在20世纪，基德林顿逐渐成为英格兰（甚至乃至欧洲）人口最多的村庄的其中之一，人口达到13,723人，而1901年只有大约1,300人。不过迄今为止，其村庄居民一直反对将其行政等级改为城镇，尽管它有成为城镇的资格。1987年11月，教区委员会提出将基德灵顿的行政等级改为城镇，然而在三个月后关于此建议的投票结果中却遭到了83%的人的反对。在2016年6月，英国广播公司报道了每周有一趟承载来自中国的旅客抵达基德灵顿的本米德路的大巴车的新闻，人们看到了这些旅客在没有明显理由的情况下在前院停放的汽车旁的合影。这份报道发布后随即在全世界引起了关注，基德灵顿当地人亦接受了关于自己亲身经历的采访。
2016年11月，英国广播公司在分析了发给一些旅客的中文问卷结果后发现，为寻找真正意义上的英国是访问基德灵顿的主要原因之一。一位调查记者发现中国人参观布伦海姆宫时需要向中国旅行社额外支付68美元的费用。不过不想花钱参观布莱尼姆的游客一般会选择在基德灵顿下车，他们认为基德林顿是一座很有魅力的村庄。但实际上旅客在此地下车是因为这里离布伦海姆宫距离过远，游客可以步行至皇宫，并支付相对更便宜的25英镑的英语公共旅游费用。

## 铁路

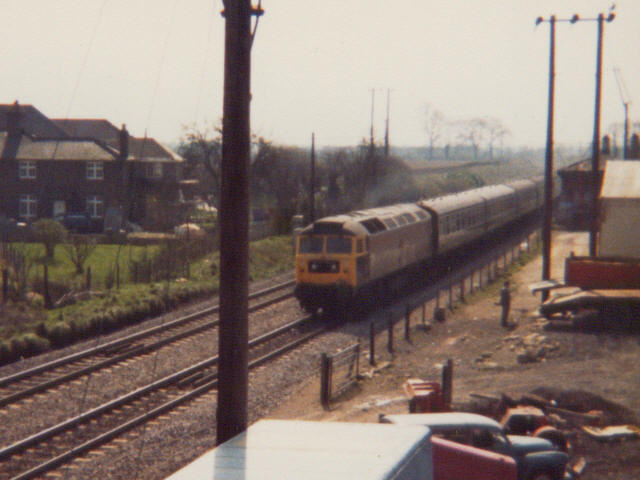
原基德林顿火车站的所在地。

基德灵顿的火车站于1852年在兰福巷附近投入使用，当时被称为大西部鐵路的伍德斯托克路火车站。由英国工程师伊桑巴德·金德姆·布鲁内尔设计。1890年，大西部铁路在基德灵顿和伍德斯托克之间又修建了一条铁路支线，并在伍德斯托克新建了布伦海姆与伍德斯托克火车站，同时还将伍德斯托克路火车站更名为基德灵顿火车站。1964年，英国铁路公司将此火车站关闭，但是直至1983年车站的原貌仍然存在。从20世纪80年代开始，牛津郡议会陆续发布的新政策中提出要在莱恩路的弗拉特福德广场与索恩-克罗斯之间的土地上建立一座新车站，然而迄今仍未动工。
在基德灵顿市中心以南11⁄2英里（2.4）的沃特伊顿的牛津路大学线上有一座铁路车站。该站由伦敦与西北铁路公司于1905年建立，于1926年由其接替者伦敦、米德兰和苏格兰铁路公司关闭。2015年10月，奇尔特恩铁路公司与英國鐵路網公司在原牛津路站的附近新建了一座新牛津-帕克威火车站，其中每30分钟就有一趟列车往返于伦敦马里波恩站经比斯特村火车站、海威科姆火车站与牛津站之间。

## 基础设施

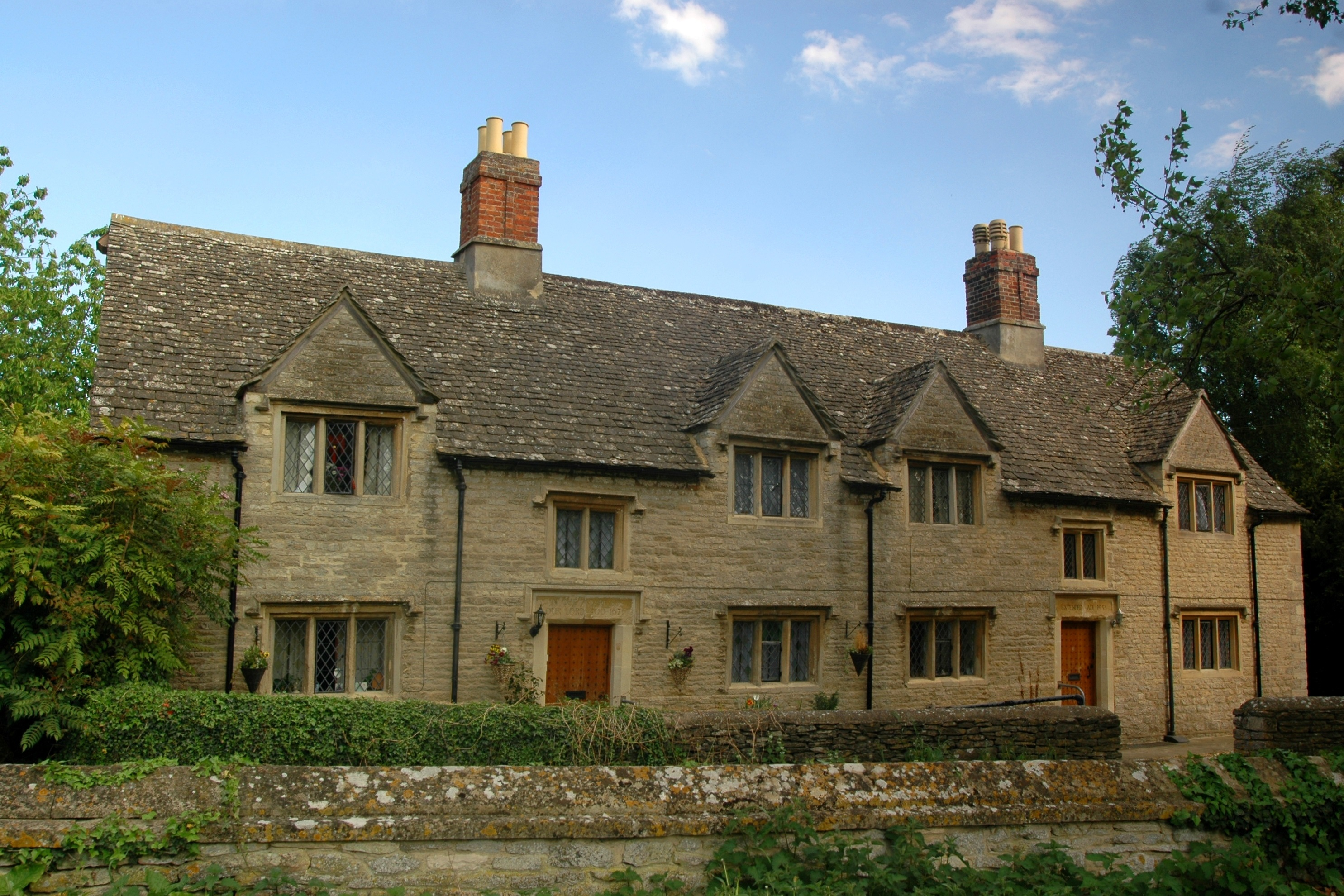
在教区教堂旁边的安妮·莫顿夫人救济院

基德灵顿共有大约有50家商店、若干家银行及建筑业社会团体、一个公共图书馆、一个乡镇大厅、一个跳蚤市场、七家酒吧、两家咖啡馆以及四家餐馆。沿着穿越村庄的A4260号铁路两端集中的酒店设施，从北到南分别为海威曼酒店，黑马酒店、黑牛酒店、红狮酒店，还有位于摩尔斯的国王武器酒店以及位于米尔街的六铃酒店。基德灵顿的巴塞特乡绅餐厅（英語：The Squire Bassett）于2012年被改造为一家尼泊尔式餐厅，并更名为廓尔喀村（英語：Gurkha Village）。在基德灵顿的主要街道牛津路上的奥维希尔·坦杜里（英語：Ovisher Tandoori）是牛津郡经营时间最长的印度餐厅之一。此地的教育设施包括一所中学（即戈斯福德山学校）以及若干所小学，以应对该村庄人口不断增长所带来的教育资源的压力的问题。最近，戈斯福德山学校为其学生开设了一个窄带广播节目。此外，基德灵顿还有一个妇女研究所。

## 经济
牛津郡消防机构、泰晤士河谷警察局以及圣约翰救护机构的总部均位于基德灵顿，欧洲知名科学文献出版公司爱思唯尔的英国总部也在基德灵顿。且伦敦牛津机场（2009年更为现名）也在基德灵顿，该机场对基德灵顿的发展具有重要意义。机场对面是朗福德·洛克斯工业区以及牛津汽车主题公园，汽车主题公园包括本田、日产和丰田等品牌的展览厅。坎普斯菲尔德之家是由英国政府进行管理的移民拘留所，紧邻机场附近的工业园区。自1962年以来，基德灵顿还有一所飞行员培训学校，为40多个国家的航空公司培训了许多飞行员。此外，在基德灵顿的北部有若干个工业及商业园区。